# 蓬田やすひろ
蓬田やすひろ（よもぎだ やすひろ、本名：蓬田容洽（やすひろ）、1941年3月14日 - ）は北海道札幌市出身のイラストレーター。

## 人物
- 札幌商業高等学校（現・北海学園札幌高等学校）を卒業後[1]、大手広告代理店を経て、1974年にフリーのイラストレーターとなる。時代小説の新聞・週刊誌連載の挿絵や、ブックカバーの装丁を手掛ける。小説関連だけでなく、NHK総合テレビジョンの連続テレビ小説「純ちゃんの応援歌」（主演：山口智子）や、ならシルクロード博覧会のポスター製作を手掛けた。各地で主催の個展を行っている。2009年には菊池寛賞を受賞した。
- 本職だけでなくざぶん賞のアーティスト部門の準大賞担当の実行委員を務めている。

## 受賞歴
- 毎日広告賞（1960年）
- 講談社広告賞（1978年）
- 国際カレンダー展銀賞（1983年）
- 日経広告賞（1985年）
- 日本グラフィック展1987年間作家賞（1987年）
- 講談社出版文化賞さしえ賞（1992年）
- 菊池寛賞（2009年）